# (7020) Yourcenar
(7020) Yourcenar – planetoida z grupy pasa głównego asteroid okrążająca Słońce w ciągu 3 lat i 286 dni w średniej odległości 2,43 j.a. Została odkryta 4 kwietnia 1992 roku przez Erica Elsta. Przed nadaniem nazwy planetoida nosiła oznaczenie tymczasowe (7020) 1992 GR2.